# 多叶越南槐
多叶越南槐（学名：Sophora tonkinensis var. polyphylla）为豆科槐属下的一个变种。

## 扩展阅读
- 維基物種上的相關：多叶越南槐